# Mauchiga (Ort)
Mauchiga (Mau-Chiga, Mau Chiga, Mauxiga) ist eine osttimoresische Siedlung im Suco Mauchiga (Verwaltungsamt Hatu-Builico, Gemeinde Ainaro).

## Geographie und Einrichtungen
Das Zentrum des Ortes liegt an der Ostgrenze der Aldeia Mauchiga, auf einer Meereshöhe von 1357 m. Hier befinden sich der Sitz des Sucos, eine Grundschule und ein Hospital. Entlang von kleinen Straßen dehnt sich die Besiedlung nach Westen und Südwesten aus. Südwestlich liegt auch die Kapelle der Aldeia Mauchiga. Folgt man der Straße weiter, gelangt man zum Ort Goulora. Über eine Brücke über den Fluss Belulik gelangt man zu den Nachbarorten Ernaro, Karaulun und Boetua. Östlich befindet sich das Dorf Hato-Quero.

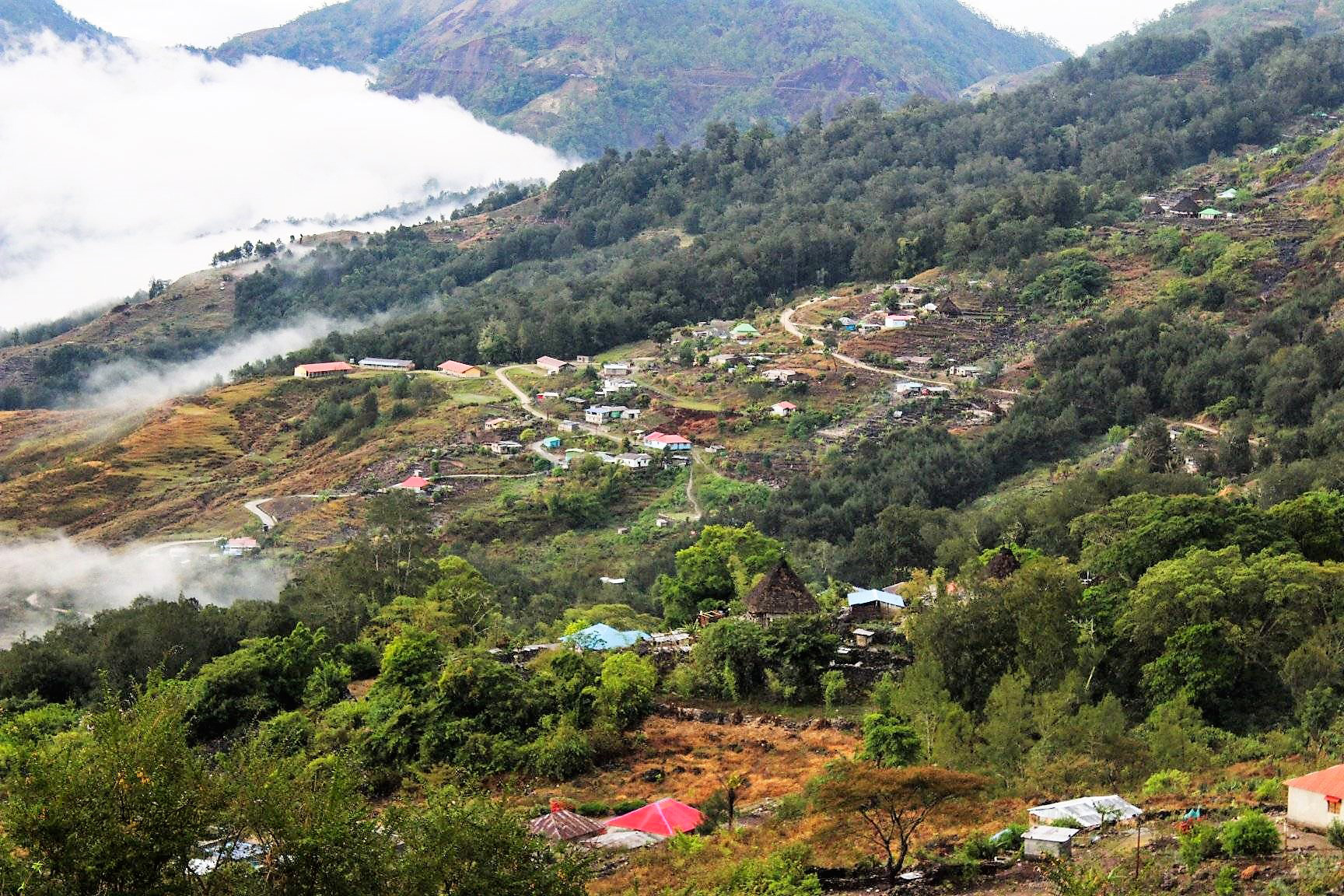
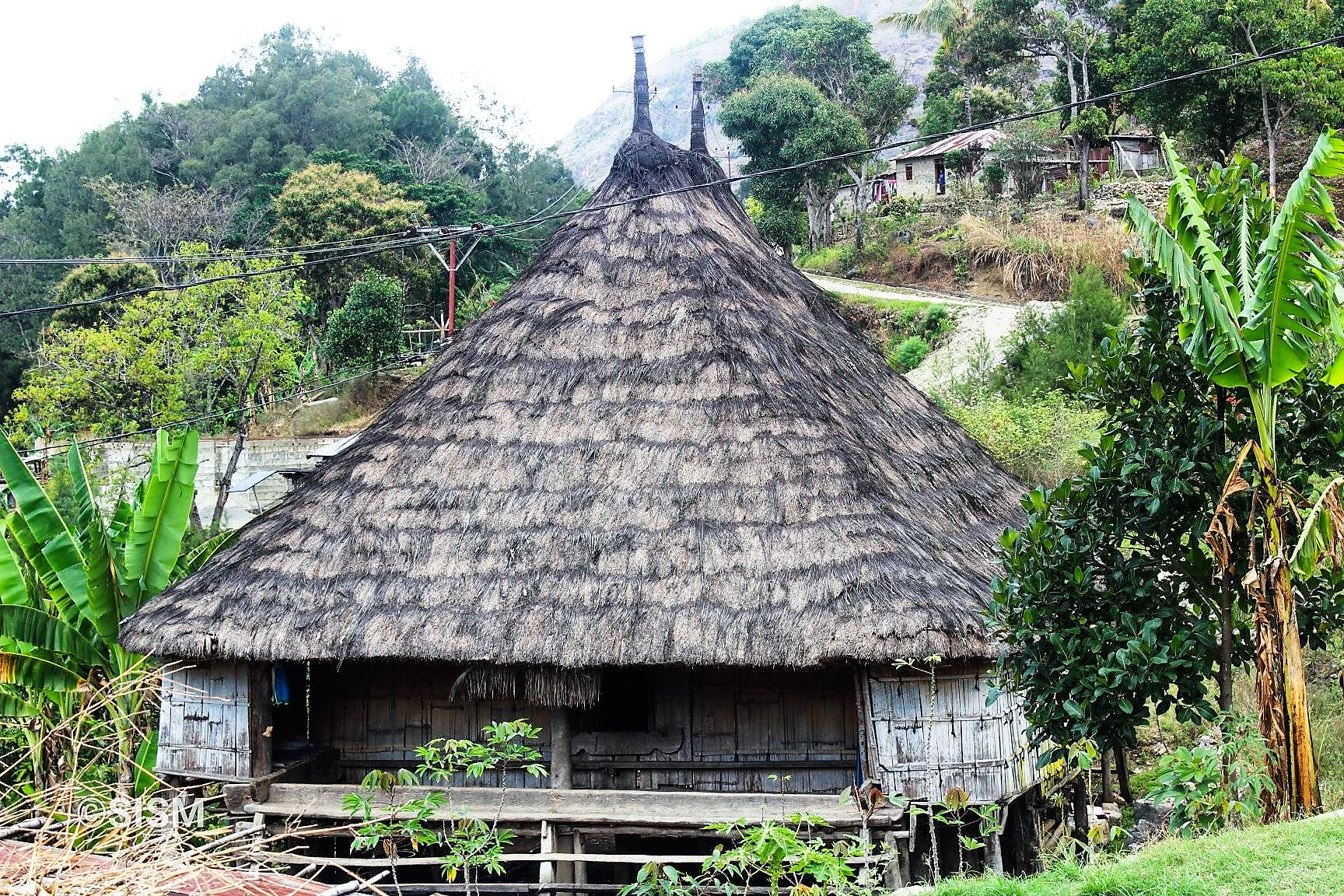

## Geschichte
Der Suco Mauchiga war 1982 der Schauplatz von Kämpfen zwischen der FALINTIL und den indonesischen Besatzern.
Am 6. Juli 1982 planten die FALINTIL und lokale Widerstandsgruppen eine Reihe von Angriffen auf indonesische Militärposten in der Umgebung von Mauchiga. Die Pläne wurden verraten. Am 10. Juli begannen die Streitkräfte Indonesiens unter anderem jedes Haus in Mauchiga zu durchsuchen. Es kam zu Verhaftungen. Nachdem die FALINTIL am 20. August im sogenannten Cabalaki-Aufstand mehrere indonesische Stützpunkte überfallen hatte, folgten Vergeltungsaktionen der Indonesier. Bis zum 24. August zerstörten und plünderten die Truppen die Dörfer der Region. Bis Januar 1986 wurden 464 Einwohner des Sucos (etwa 20 % der Bevölkerung) zwangsumgesiedelt. Auch zahlreiche Vergewaltigungen in dieser Zeit wurden dokumentiert.